# 栗原卯田子
栗原 卯田子（くりはら うたこ）は、日本の元教員。成城中学校・高等学校校長、東京都立小石川中等教育学校校長を歴任した。

## 経歴
東京都中野区出身。1976年、東京学芸大学大学院修了（教育学修士）後、東京都立水元高等学校教諭（数学科）を経て、教頭、校長を歴任。都立中高一貫教育校の改編に関わり、東京都立小石川中等教育学校の校長を6年間務めた。さらに2013年、成城中学校・高等学校に就任した。8年間務め、2021年に退任すると同時に退職した。現在、成城中学校・高等学校の正門にある桜の木には記念として「卯田子桜」のプレートが掛けられている。

### 成城学校における主な改革
- 希望制の校内語学研修制度（エンパワーメントプログラム）の創設。
- 入試を2回から3回に増やす[3]。
- 2018年から成城学校を完全中高一貫校に移行した[2][3]。

これらの改革が実を結び、低下していた志願者数は約2倍に増加し、大学進学実績や外部模試の偏差値も向上。

## 人物・エピソード
- 教育理念は「知・仁・勇」を備えた人間力の高いリーダーを育成すること[4]。新校舎の竣工に加え、グローバル時代を見据えた独自のプログラムも定着し、さらなる躍進を図る。
- 教職に就こうと思ったきっかけの一つが、たまたま手にした4部作の本「音高く流れぬ」（村上信彦著）に描かれていた「G中」の学校や教師像とその根底にある教育理念に心を打たれたことであった。
- 成城中学校・高等学校の校長に就任してほしいと依頼されたとき、栗原は当初、共学の成城学園中学校高等学校と誤解していた。これについて栗原は、男子校に女性の校長が赴任するのは極めて異例であり、考えられなかったと話している。[2]